# Gampong Cot Paloh
Gampong Cot Paloh is een bestuurslaag in het regentschap Pidie van de provincie Atjeh, Indonesië. Gampong Cot Paloh telt 553 inwoners (volkstelling 2010).